# 石井誠二
石井 誠二（いしい せいじ、1942年 - 2019年3月20日）は、日本の実業家。居酒屋チェーン「つぼ八」の創業者として知られる。東京都出身。

## 略歴
中学卒業後、10代の頃は本人曰く「悪さばかりしていて、このままだと前科が付いちゃう」という状態だったが、知人の勧めから1963年、21歳で北海道に渡る。北海道では行商、工員、バーテンダーなど職を転々とした後、25歳のときに養鶏場に就職して5年ほど勤めるが、その勤務先が解散してしまう。
1973年、札幌市に「つぼ八」1号店となる琴似店（現存せず）を出店。元々養鶏場に勤務し、納品の際に調理場にも出入りしていたため、鶏肉料理の原価構成や調理方法を一通り知っており、商売として旨味があるという判断だった。同年秋の第一次オイルショックが店にとっては追い風となり、一気に売上が伸びる。1977年には札幌の大通に進出し、翌1978年からはフランチャイズ展開も開始。1982年には伊藤萬との合弁で運営会社の「株式会社つぼ八」を設立し社長に就任した。「つぼ八」は当時の洋風居酒屋ブームにも支えられ急成長を遂げたが、1987年には伊藤萬との経営方針の違いから社長を解任される（実質的には伊藤萬による会社乗っ取りだったと評されている）。
1989年、石井は東京都大田区（梅屋敷駅前）に居酒屋「八百八町」を開店し再起を図る。以後は「八百八町」を中心としたチェーン展開で年商60億円超のビジネスに発展し、再び経営者として表舞台に立った。2008年には「八百八町」の社長の座を譲り同社会長となる。しかし2013年にその「八百八町」を同業のsubLimeに売却。以後は体調の問題もあり、実業家としては一線を退いた状態となった。

## 人物
経営者でありながら、自らも厨房に立ち調理を行うことが多く、特に「八百八町」の1号店である梅屋敷店の厨房では包丁を握る石井の姿がよく見られた。
ワタミ創業者の渡邉美樹は、かつて「つぼ八」のフランチャイジーとして店舗を経営しており、その際に世話になった石井を「師匠」として仰いでいる。石井が「つぼ八」を追われてからも、しばしば「八百八町」を訪れて指導を仰いでいたといい、自らを「石井の一番弟子」と称する。渡邉によれば「自分でもいろんな戦略やマニュアルを考えましたが、結局ここ（＝つぼ八のノウハウ）に行き着いてしまう」という。

## 著書
- 居酒屋の道（小学館文庫、2001年）
- 絶対に繁盛させる!石井誠二流居酒屋のつくり方（旭屋出版、2004年）
- 逃れて生きるよりも戦って生きろ!（しののめ出版、2007年）
- すぐできることを「3倍」やりなさい!（日本文芸社、2008年）